# Попик Сергій Григорович
Сергій Григорович Попик (1986—2023) — солдат збройних сил України, учасник російсько-української війни.

## Життєпис
Народився 8 січня 1986 року в селі Демидівка Вінницької області.
З 2014 року брав участь у відбитті російської агресії на сході України.
Під час повномасштабного вторгнення був стрільцем 1 стрілецького відділення 1 стрілецького взводу 3 стрілецької роти військової частини А4038.
Зник безвісти 1 січня 2023 року, тіло загиблого солдата було знайдено 11 січня 2023 року.

## Нагороди
- Орден «За мужність» III ступеня[2].
- нагрудний знак «Учасник АТО».